# Saint-Loup-de-Gonois
Saint-Loup-de-Gonois è un comune francese di 115 abitanti situato nel dipartimento del Loiret nella regione del Centro-Valle della Loira.

## Società

### Evoluzione demografica
Abitanti censiti